# Sucha Siklawa
Sucha Siklawa (niem. Rauschende Kochel) – dawna nazwa potoku w Sudetach Zachodnich, w zachodniej części Karkonoszy.
Nazwa potoku występuje w wydawnictwach turystycznych opierających swe informacje na wydawnictwach niemieckich z I połowy XX w., odpowiada niemieckiemu potokowi Rauschende Kochel, który był lewym dopływem Szklarki. Sucha Siklawa miałaby być potokiem położonym najbardziej na wschód, płynącym niemal równolegle do Niedźwiady a niżej do Szklarki. Miałaby przyjmować lewe dopływy Wrzączkę i Bielnika, do którego wpada Białka, jak i historycznych. Nazwa niemiecka notowana jest co najmniej od 1841.
Współcześnie nazwa nie jest wymieniana w urzędowych zbiorach danych, według których układ ciek główny – dopływ jest odwrotny, głównym ciekiem jest Bielnik wpadający do Szklarki, do którego wpada Białka i Wrzączka. 